# Полетаево (Тамбовская область)
Полета́ево — село в Токарёвском районе Тамбовской области России. Административный центр Полетаевского сельсовета.

## География
Село находится на берегу реки Токай, на расстоянии 13 км к югу от рабочего посёлка Токарёвка, административного центра района.

### Часовой пояс
Село Полетаево, как и вся Тамбовская область, находится в часовой зоне МСК (московское время). Смещение применяемого времени относительно UTC составляет +3:00.

## Население
| 2002 | 2010 |
| ---- | ---- |
| 694  | ↘535 |

### Национальный состав
Согласно результатам переписи 2002 года, в национальной структуре населения русские составляли 97 % из 694 чел.

## Улицы
| - ул. Заречная, - ул. Колхозная, - ул. Мира, - ул. Молодёжная, | - ул. Садовая, - ул. Спортивная, - ул. Центральная, - ул. Южная, | - пер. Мира, - пер. Центральный, - пер. Южный. |